# Franck Grognet
Franck Grognet (né le 4 avril 1969 à Lyon en France) est une personnalité francophone des arts et du spectacle.

## Biographe
Après des études à l'INSAS de Bruxelles, il entame une carrière d'auteur, de metteur en scène et de directeur artistique.
Loin de se cantonner à sa formation d'origine, il étend ses connaissances artistiques à un grand nombre de disciplines, dont la danse, les arts plastiques, la photographie, la radio, le cinéma et les musiques actuelles. C'est un artiste complet et ouvert qui a entrepris un parcours pluridisciplinaire particulièrement riche.

## Travaux

### Directeur artistique
Durant l’été 2000, Franck Grognet prend la direction du Théâtre de la Platte à Lyon, alors considéré comme sinistré. Face à un passif de près de 450 000 francs, il relève le pari de remettre ce lieu à flot en réorientant le projet et en structurant une nouvelle équipe avec de nouvelles compétences. La programmation, initialement consacrée au théâtre, s’ouvre au domaine de la Musique, de la Danse, aux Écritures Contemporaines et aux Spectacles Hybrides. Avec ce nouveau projet artistique,
Le Théâtre de la Platte devient "La Platte, Maison des Spectacles et de la Jeune Création". Pour la première fois en France, un établissement artistique affirme la volonté de travailler en direction des jeunes équipes animées par des jeunes artistes dans un esprit pluridisciplinaire. Ce projet novateur obtient en 2001 une convention triennale de fonctionnement (2001-2003)’‘lieux de la 1re représentation » avec la Ville de Lyon et la DRAC Rhône-Alpes. 
On retrouve Franck Grognet en 2003 dans l'équipe de création du festival Nuits Sonores (panorama des musiques électroniques)à Lyon, qui perdure depuis.
Puis, il conçoit et met en œuvre à Modane, en Savoie, le projet "Citadelles d'Arts, parcours d'arts contemporains dans les patrimoines". Ce projet artistique novateur, accueillera en 2006 des artistes reconnus comme Daniel Buren, mais aussi de jeunes artistes plasticiens qui investiront Les Forts de la Barrière de l'Esseillon pour des créations "in situ" ; remarqué à l'échelle nationale, ce projet obtiendra le soutien du Fiacre (Fonds régional d'action culturelle en région) et la plus importante dotation de l'année 2006.
Il interroge depuis 2005 les notions d'art en milieu rural et d'aménagement culturel des territoires.
De 2008 à 2011, Franck Grognet a dirigé Le Trait d'Union - Espace Culturel François Mitterrand,, et le cinéma Le Scala de Neufchâteau dans les Vosges.

### Metteur en scène
- Tabataba de Bernard-Marie Koltès, créé au Théâtre Varia (Bruxelles), à l’occasion des Scènes Blanches/Die Blanken Planken - 1993 avec Rahim Elasri et Elisabeth Soba
- Voix publiques de F. Grognet, créé au Théâtre des Trente (Lyon) - 1995
- Alternatives Moulins adapté de "Moulins à paroles" de Alan Bennett, créé au festival Court-Circuit (Lyon) - 1997
- Le Périple Troyen adapté de L'Enéide de Virgile, créé au Théâtre des Clochards Célestes (Lyon) - 1998[8]
- Orage, loin de la ville de F.Grognet, créé au Théâtre Varia (Bruxelles) - 1998
- Aeneus, fragments adapté de L'Enéide de Virgile, créé au Théâtre de la Platte (Lyon) - 1999[9]
- Elphiba de F.Grognet et Fabrice Vavre, créé à la salle Gérard Philipe (Villeurbanne) - 2000
- Menus Morceaux façon Harms de F.Grognet et Fabrice Vavre, créé au Jardin des Possibles (Lyon) - 2001
- Théâtres à la Saint Valentin de F.Grognet créé à Lyon - 2002

### Musique
- Jabuz, chanson française - Live Café (Gap) - 2003
- Esquisse, rap -  Live Café (Gap) - 2003 et 2004
- Puisque nous partons en voyage/Mascara, Chanson Jazz - JMF - 2005
- Just'à temps, chanson française - Tarare - 2006/2007
- Un caillou dans la chaussure/Cézigues, Chanson rock - Artprod (Genève) - 2008

### Radio
Atelier de création radiophonique - Radio France, sous la direction de Claire Kheitmi (atelier fictions) de 2002 à 2004. Diffusés sur France Bleu, Radio Suisse Romande (RSR) et Radio-télévision belge de la Communauté française (RTBF)
- Stop Auto (2002)
- Les 4 femmes (2002)
- Le Fossoyeur des espérances de Jean-Paul Delfino (2003)
- Le tueur de coiffeuse de François Thomazeau (2003)
- Bon appétit !  de Jean-Paul Delfino (2003)
- Le festin de Juliette (2003)
- Galina de Josyane Stahl (2003)
- 26 décembre extérieur nuit de Philippe Carrese (2003)
- Stock en Cave (2004)
- Un dernier, pour la route… de Jean-Paul Delfino (2004)

### Auteur
- Réalité non-ordinaire, Poésie - 1993/1994
- Les Mots courts, Poésie - 1994/1995
- Voix publiques, Poésie - 1995/1997
- Le périple Troyen, Théâtre (adapté de L'Enéide de Virgile) - 1997[10]
- Orage, loin de la ville, Théâtre - 1998
- Aeneus, fragments, Théâtre (adapté de 'L'Enéide de Virgile) - 1999
- Elphiba, Théâtre musical - 2000
- Le petit journal d'un petit directeur, Essai/témoignage - 2000
- Menus Morceaux façon Harms, Théâtre - 2001
- Théâtres à la Saint Valentin, Théâtre - 2002
- Des illusions, chroniques, Théâtre - commencé en août 2002 au Centre Européen de la Jeune Mise en scène (maison Gaston Baty – Pélussin) et achevé en 2003
- Puisque nous partons en voyage, Théâtre musical - 2004
- Article dans Les résidences d'articles en questions, Essai - éditeur AMDRA - 2005
- Objets au féminin, Poèmes pour l'exposition photographique éponyme (sous la direction de Anny DULAC)- 2010

### Musiques actuelles
Dans le cadre du Théâtre de la Platte, Franck Grognet a accompagné de nombreux groupes lyonnais et rhônalpins spécialement dans les domaines de la chanson et des musiques du monde. Parmi ces artistes on peut noter Amélie les crayons, Les Gays Pneus, Bistanclaque, Khaban, La petite Bande, Les Balkanes, Les Tit'Nassels, Maezah, Azalaï, Thibaud Couturier, Martin et ses antécédents, Gildas Thomas, Cécilem, Cap au Nord, Vincent Cros, Vincent Gaffet.
En 2002, Franck Grognet rejoint l'association Arty Farty et travaille à l'élaboration du festival Nuits Sonores (Lyon), consacré aux musiques et cultures électroniques, dont la première édition aura lieu en 2003 et dont il est le Trésorier fondateur.
En 2002 toujours, il intègre le dispositif d'accompagnement des jeunes groupes de musiques qui regroupe 5 territoires : les départements français de l'Ain, de la Haute Savoie, de l'Isère et de la Saône et Loire, et la Suisse Romande. Il intervient comme artiste-conseil dans les domaines de la structuration administrative, de la mise-en-scène et de la scénographie. Dans ce dispositif, il a notamment accompagné les groupes Wicko (métal - Ain), Cézigues (chanson rock - Suisse Romande).
En 2003 et 2004, il intervient au Live Café de Gap (scène de musiques actuelles) en partenariat avec l'Adim des Hautes-Alpes avec la fonction d'artiste-conseil à la mise en scène pour les groupes Jabuz (Chanson française) et Esquisse (hip-hop).
En 2005, il participe à la conception du spectacle musical jazz "Puisque nous partons en voyage" avec le groupe Mascara (Vourles - 69), dont il signe la mise en scène, et qui tournera 3 années durant dans le cadre des JMF.
En 2005 et 2006, il participera à la conception et à la réalisation du festival "Esseillon Jazz/Blues Altitudes", dans le cadre de la manifestation Parcours d'arts contemporains (Modane) dont il est l'auteur et le maître d'œuvre.
En 2006 et 2007, il donnera des conseils à la mise en scène et à la scénographie du nouveau spectacle du groupe "Just'à temps" (Chanson française - Tarare, Rhône).
De novembre 2007 à Août 2008, Franck a assuré le poste de chargé de production pour le jeune groupe tournugeois "Impérial Kikiristan" lui permettant une professionnalisation efficace par l'enregistrement d'un premier disque et une augmentation significatives de ses tournées (90 dates en 2008, contre 40 en 2007) à travers les festivals (Châlon dans la rue, les Zaccros d'ma rue - Nevers, Le Paléofestival - Nyon, Le Rhino Jazz Festival -  Rive de Gier...) et les scènes de musiques actuelles françaises et suisse.
En 2008, il retrouve le groupe "Cezigues" (Chanson rock - Genève) et signe la mise en scène du spectacle issu de leur nouvel album Un caillou dans la chaussure. Ce spectacle a gagné le Prix du Public 2008 décerné par la Fondation BEA lors du festival Voix de Fête (Genève) et a fait la première partie en 2009 du groupe Les Ogres de Barback.
De 2008 à 2011, au Trait d'Union de Neufchâteau, Franck Grognet a mis en œuvre un projet d'accompagnement local des groupes de musiques actuelles. Ce projet repéré par Vosges Arts Vivants (ex adim des Vosges), Musique et Danse en Lorraine, L'Autre Canal (Scène de musiques actuelles - Nancy) et la Région Lorraine  est en cours de labellisation « Relais musiques actuelles ». Grâce à ce dispositif, une dizaine de groupe de l'Ouest-vosgien et des territoires limitrophes ont bénéficié d'un accompagnement personnalisé sur le plateau du Trait d'Union. Parmi ces groupes, on peut citer : Ataraxis (Métal), Hydragirium (Métal), Benighted soul (Métal), Superlative sound (pop), The Aerials (pop), Eldorado# (Chanson), La roulette rustre (chanson). Toujours au Trait d'Union, dans le cadre du dispositif Peace and Lobe, Franck a accueilli le groupe jurassien The Washing machine compagnie.